# 新光／遠百站
24°09′55.1″N 120°38′39.0″E / 24.165306°N 120.644167°E
新光/遠百站是位於臺灣臺中市西屯區的臺灣大道幹線公車站。2014年8月10日啟用時，為台中BRT藍線車站，2015年7月8日轉型為臺灣大道幹線公車站。

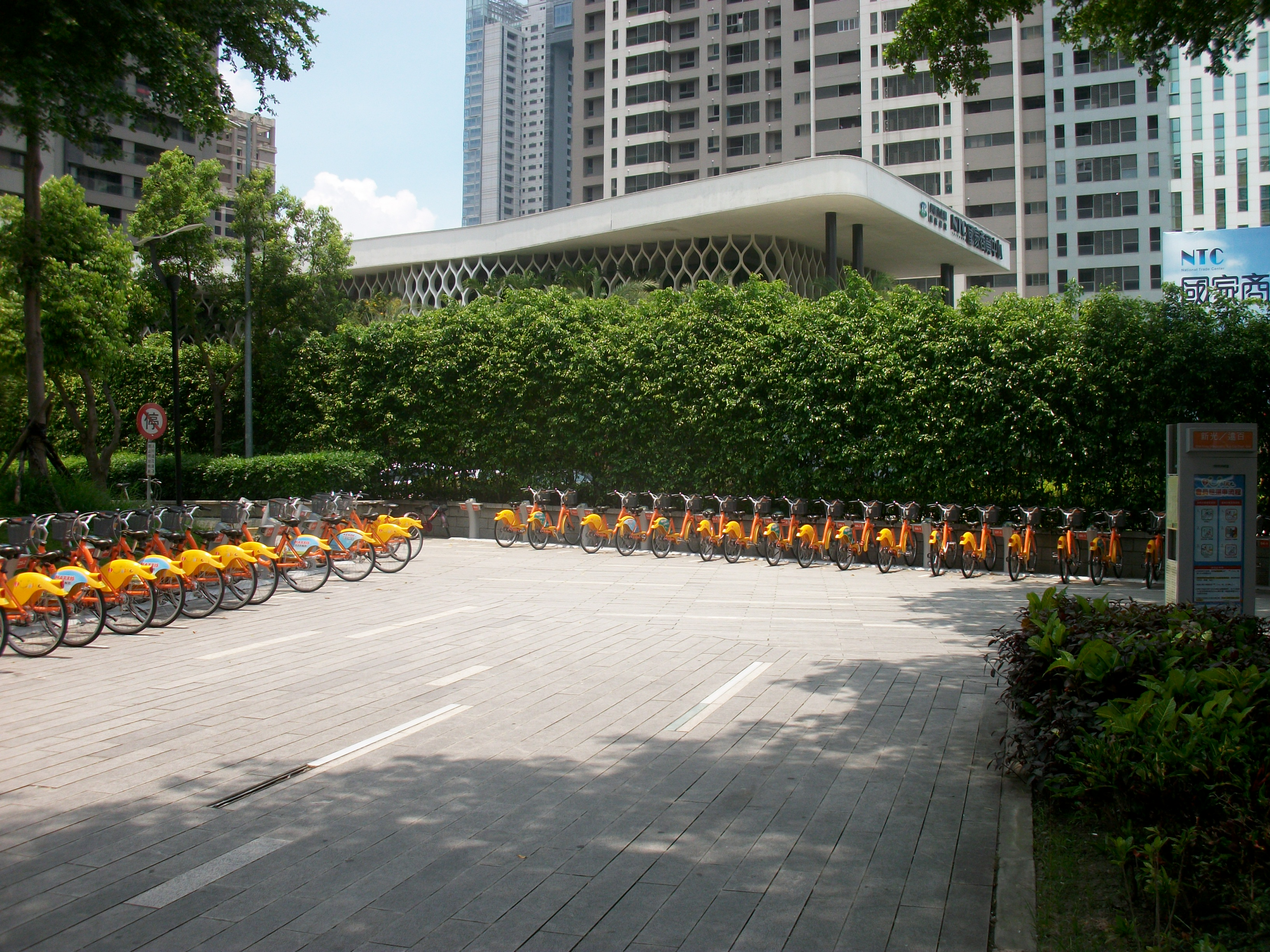
臺中iBike 新光/遠百租賃站場一隅

## 車站歷史
- 2014年8月10日：正式啟用。
- 2015年7月8日：臺中市快捷巴士系統廢除後，原藍線車站改為臺中市公車臺灣大道幹線的公車站，有臺中市公車300路、301路、302路、303路、304路、305路、306路、307路、308路停靠本站。[1]
- 2017年5月26日：增停機場接駁公車A2路。[2]
- 2017年7月7日：增停309路公車。[3] [4]

## 車站概要
車站位於臺灣大道三段與惠來路、弘孝路口交界地面，於2014年8月10日正式啟用。啟用前舊名稱為「惠來」。

## 車站結構

### 車站車道配置
| 慢車道           |                                   |
| 側式月台（西行） |                                   |
| 公車專用車道     | ← 駛往靜宜大學方向（秋紅谷站）    |
| 快車道           | 臺灣大道三段                      |
| 快車道           | 臺灣大道三段                      |
| 公車專用車道     | →駛往臺中火車站方向（市政府站） → |
| 側式月台（東行） |                                   |
| 慢車道           |                                   |

### 車站出入口
新光/遠百站為兩座地面車站，單向共1處出口，雙向共2處。
- 東行站（往臺中火車站方向）出口設置位置：臺灣大道惠來路口。
- 西行站（往靜宜大學方向）出口設置位置：臺灣大道惠來路口。

## 車站週邊
- 新光三越台中店
- 大遠百台中店
- 臺中國家歌劇院
- 誠品生活480
- 夏綠地公園
- I Bike 新光/遠百（位於新光/遠百站往臺中火車站方向旁）

## 慢車道公車轉乘資訊
台中市公車
- 新光三越：5、33、48、73、77、151、152、152區、153、153副、153區、155、157、323、324、325、326、359
- 新光三越（惠來路一）：69、69繞

公路客運
- 新光三越：6268B（經高鐵臺中站、一中商圈）

## 腳註
1. ↑  公共運輸處於6月18日公佈優化公車專用道9條公車路線圖 （页面存档备份，存于），臺中市交通局，2015-06-22
2. ↑  .   [2017-07-09]. （原始内容存档于2017-07-03）.
3. ↑  .   [2017-07-09]. （原始内容存档于2017-07-07）.
4. ↑  .   [2017-07-09]. （原始内容存档于2017-07-20）.
5. ↑  .   [2014-10]. （原始内容存档于2014-10-17） （中文（臺灣））.